# John Atta Mills
John Evans Atta-Mills (Tarkwa, 21 luglio 1944 – Accra, 24 luglio 2012) è stato un politico ghanese, dodicesimo presidente del Ghana dal 7 gennaio 2009 fino alla morte nel 2012.

## Biografia
Dal 1997 al 2001 Atta Mills fu vice presidente del paese.
Alla guida del Congresso Democratico Nazionale vinse le elezioni presidenziali del 2008, sconfiggendo Nana Akufo-Addo, candidato del Nuovo Partito Patriottico, partito che era al potere da otto anni.
Morì il 24 luglio 2012, mentre era in carica come presidente, a causa di un tumore alla gola.